# Toló
Toló es una entidad de población española del municipio de Gabet de la Conca, perteneciente a la provincia de Lérida, en la comunidad autónoma de Cataluña.

## Historia
Hacia mediados del siglo XIX, el lugar pertenecía al ayuntamiento de Sant Salvador de Toló. Aparece descrito en el decimoquinto volumen del Diccionario geográfico-estadístico-histórico de España y sus posesiones de Ultramar de Pascual Madoz con las siguientes palabras:

TOLÓ: cas. en la prov. de Lérida, part. jud. de Tremp, térm. jurisd. de San Salvador de Toló (V.): se compone de 5 casas unidas á una hora de dist. de la matriz y una pequeña igl. que antiguamente era la parr., como podrá verse en el art. de aquella v.
(Madoz, 1849, p. 8)

En la actualidad, pertenece al municipio de Gabet de la Conca. En 2022, tenía empadronados cuatro habitantes.